# Список ректоров Зелёногурского университета
Ректор Зелёногурского университета (пол. Rektor Uniwersytetu Zielonogórskiego) — высшее должностное лицо в структуре Зелёногурского университета. В соответствии с Законом о высшем образовании и науке от 20 июля 2018 года, ректор университета: руководит деятельностью университета, представляет университет за его пределами, является руководителем сотрудников, студентов и докторантов, готовит проект Устава и изменений к нему, а также проект стратегии Университета и изменений к нему, представляет отчет о реализации стратегии Университета, назначает людей на руководящие должности в Университете и определяет круг их обязанностей, определяет и проводит кадровую политику, определяет научно-образовательную политику, осуществляет деятельность в области трудового права, создает исследования по определенной области, уровню и профилю, издает организационные положения Университета, заключает договоры о сотрудничестве с иностранными организациями, руководит финансовое управление Университета, создает комиссии и ректорские команды.

## Высшая инженерная школа им. Юрия Гагарина

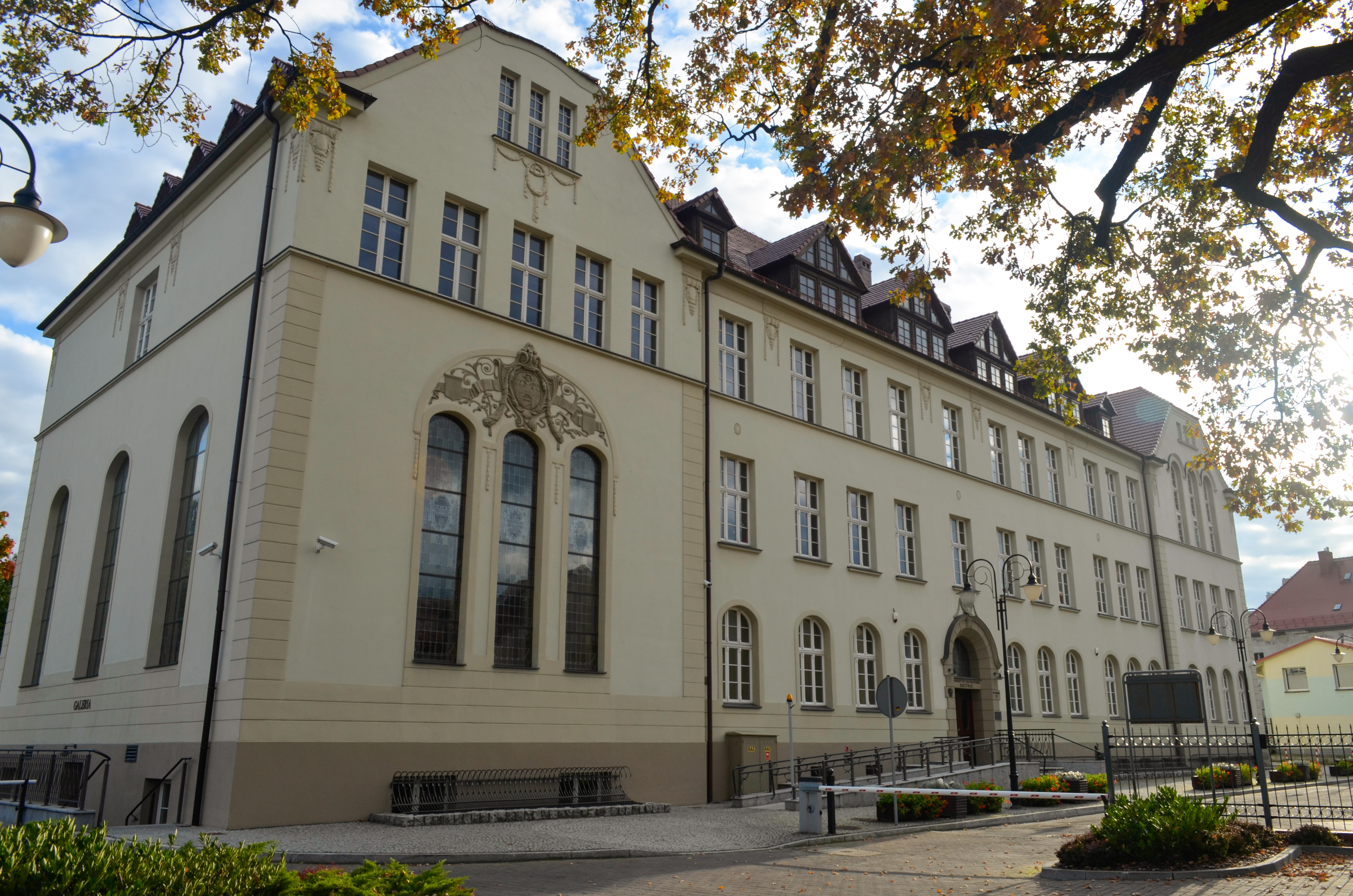
Здание ректората. Ул. Лицеальная № 9.

Высшая инженерная школа им. Юрия Гагарина (пол. Wyższa Szkoła Inżynierska im. Jurija Gagarina) в Зелёна-Гуре была основана 3 июня 1965 года. На момент своего основания, это было первое и единственное высшее техническое училище на Среднем Одере. 1 сентября 1996 года школа преобразована в Зелёногурский технологический университет.
| #  | Имя ректора                   | Начало нахождения в должности | Конец нахождения в должности |
| -- | ----------------------------- | ----------------------------- | ---------------------------- |
| 1. | Ежи Колаковский (1907–1980)   | 1965                          | 1968                         |
| 2. | Казимеж Бонцаль (1928–?)      | 1969                          | 1972                         |
| 3. | Зыгмунт Шафран (1923–1991)    | 1972                          | 1976                         |
| 4. | Тадеуш Билиньский (род. 1932) | 1976                          | 1981                         |
| 5. | Михал Киселевич (род. 1939)   | 1981                          | 1987                         |
| 6. | Мариан Эцкерт (1932–2015)     | 1987                          | 1990                         |
| 7. | Мариан Милек (род. 1945)      | 1990                          | 1996                         |

## Зелёногурский технологический университет
Зелёногурский технологический университет (пол. Politechnika Zielonogórska) действовал до 1 сентября 2001 года, когда в результате слияния Зеленогурского технологического университета и Высшей педагогической школы им. Т. Котарбинского был основан Зелёногурский университет.
| #  | Имя ректора                 | Начало нахождения в должности | Конец нахождения в должности |
| -- | --------------------------- | ----------------------------- | ---------------------------- |
| 5. | Михал Киселевич (род. 1939) | 1996                          | 2001                         |

## Высшая педагогическая школа им. Тадеуша Котарбинского
Высшая педагогическая школа им. Тадеуша Котарбинского (пол. Wyższa Szkoła Pedagogiczna im. Tadeusza Kotarbińskiego) в Зелёна-Гуре была основана как Высший педагогический колледж в 1971 году. Просуществовала до 1 сентября 2001 года, когда в результате слияния Зелёногурского технологического университета и Высшей педагогической школы им. Т. Котарбинского был основан Зелёногурский университет. В 1991 году тогдашний ректор, проф. Ежи Баксалары был первым в Польше, введшим в университете оплачиваемое заочное обучение.
| #  | Имя ректора                    | Начало нахождения в должности | Конец нахождения в должности |
| -- | ------------------------------ | ----------------------------- | ---------------------------- |
| 1. | Иероним Щегула (род. 1931)     | 1971                          | 1975                         |
| 2. | Ян Вонсицкий (1921–1995)       | 1975                          | 1981                         |
| 3. | Иероним Щегула (род. 1931)     | 1981                          | 1984                         |
| 4. | Казимеж Барткевич (1930-2002)  | 1984                          | 1990                         |
| 5. | Ежи Баксалары (1944-2005)      | 1990                          | 1996                         |
| 6. | Иероним Щегула (род. 1931)     | 1996                          | 1999                         |
| 7. | Анджей Висьневский (род. 1958) | 1999                          | 2001                         |

## Зелёногурский университет

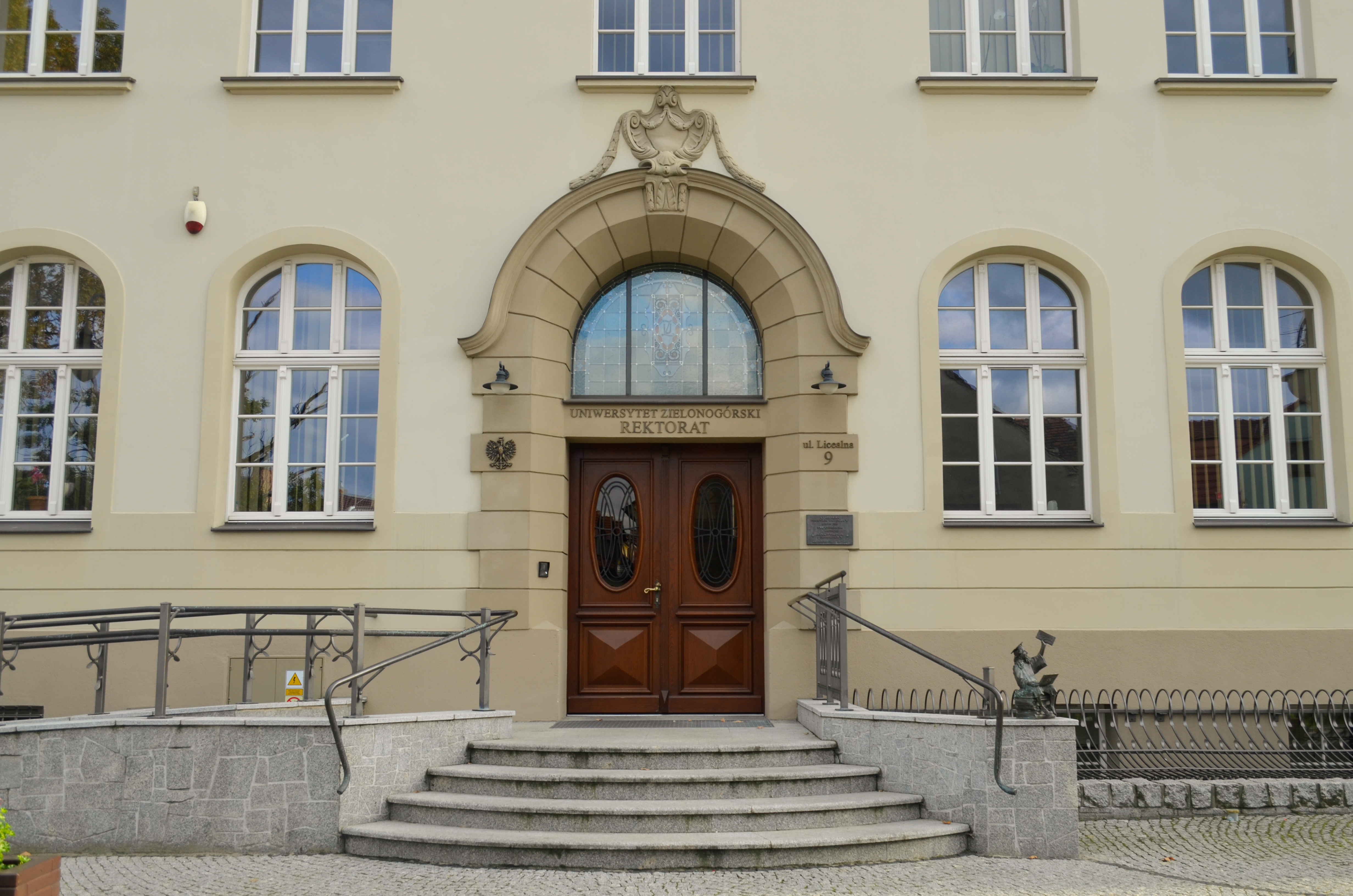
Вход в ректорат.

Зелёногурский университет (пол. Uniwersytet Zielonogórski) был основан 1 сентября 2001 года путем слияния Зелёногурского технологического университета и Высшей педагогической школы. В сентябре 2017 года Государственное высшее профессиональное училище в Сулехове было включено в состав университета как удалённое подразделение, которое в 2019 году было преобразовано в филиал.
Основные корпуса университета расположены в двух местах города. Кампус А состоит из подразделений бывшего Зелёногурского технологического университета и расположен на улице Подгурной. Кампус B состоит из зданий бывшей Высшей педагогической школы, которые в основном расположены на проспекте Войска Польского. Ректорат университета расположен недалеко от Старой рыночной площади, на улице Лицеальной.
| #  | Имя ректора                    | Начало нахождения в должности | Конец нахождения в должности |
| -- | ------------------------------ | ----------------------------- | ---------------------------- |
| 1. | Михал Киселевич (род. 1939)    | 2001                          | 2005                         |
| 2. | Чеслав Осемковский (род. 1951) | 2005                          | 2012                         |
| 3. | Тадеуш Кучиньский (род. 1951)  | 2012                          | 2020                         |
| 4. | Войцех Стрижевский (род. 1960) | с 2020                        | в должности                  |